# 蒙塔古語法
蒙塔古文法（英語：Montague grammar），又譯為蒙太古文法、蒙太格文法，由美國邏輯學家理查德·蒙塔古提出，用來研究自然語言語義學。他認為自然語言與形式語言在基本文法邏輯上是一致的，於1970年至1973年間提出一系列論文，形成蒙塔古文法，可用於自然語言處理。